# Fernmeldekommando 3
Das Fernmeldekommando 3 war eines der Fernmeldekommandos des Heeres der Bundeswehr. Der Sitz des Stabs war Koblenz. Das Fernmeldekommando war Teil der Korpstruppen des III. Korps.

## Aufträge
Das Fernmeldekommando bündelte auf Ebene des Korps die Truppenteile der Fernmeldetruppe. Hauptaufgabe war der Aufbau, der Betrieb und die Wartung der Informationstechnik der Korpsgefechtsstände. Die Fernmeldetechnik ermöglichte dem Kommandierenden General und seinem Stab die Verbindung zu den eigenen Korpstruppen, zu den unterstellten Divisionen, zu den benachbarten Korps und übergeordneten Führungsstäben der Central Army Group. Hauptaufgabe des Fernmeldebataillons 320 war die Elektronische Kampfführung.
Insgesamt entsprach die Größe des Fernmeldekommandos mit etwa 2100 Soldaten in der Kriegsgliederung in etwa einer halben Brigade des Feldheeres.

## Gliederung
Um 1989 gliederte sich das Fernmeldekommando grob in:
- Stab / Stabskompanie Fernmeldekommando 3, Koblenz
  -  Fernmeldebataillon 310, Koblenz
  -  Fernmeldebataillon 320, Frankenberg (Eder)
  -  Fernmeldebataillon 330, Koblenz
  -  Fernmeldeausbildungskompanie 1/III, Koblenz (im Frieden zu Fernmeldebataillon 330)
  -  Fernmeldeausbildungskompanie 2/III, Koblenz (im Frieden zu Fernmeldebataillon 310)
  -  Fernmeldeausbildungskompanie 3/III, Gerolstein
  -  Fernmeldeausbildungskompanie 4/III, Mayen
  -  Fernmeldeausbildungskompanie 5/III (EloKa), Frankenberg (im Frieden zu Fernmeldebataillon 320)

Dem Fernmeldekommando 3 unterstanden im Frieden zusätzlich drei Fernmeldekompanien für die Elektronische Kampfführung, die im Verteidigungsfall der 2. Panzergrenadierdivision und der 5. Panzerdivision unterstanden.

## Geschichte

### Vorgeschichte
Ab 1960 wurde in Koblenz der Korpsfernmeldekommandeur 3 ausgeplant, der seinen Sitz in bereits in der Falckenstein-Kaserne in Koblenz hatte.

### Aufstellung
Das Fernmeldekommando 3 wurde 1972 zur Einnahme der Heeresstruktur III in der Falckenstein-Kaserne Ulm aufgestellt. Zur Aufstellung wurde der Stab und Stabskompanie des Korpsfernmeldekommandeurs 3 herangezogen.

### Auflösung
Nach Ende des Kalten Krieges wurde das Fernmeldekommando 3 zum 31. März 1994 etwa zeitgleich mit der Außerdienststellung des III. Korps außer Dienst gestellt.
Teile wurden zur Aufstellung der Führungsunterstützungsbrigade 900 verwendet.

## Kommandeure
- Hermann Böhner (1973–1976)

## Verbandsabzeichen

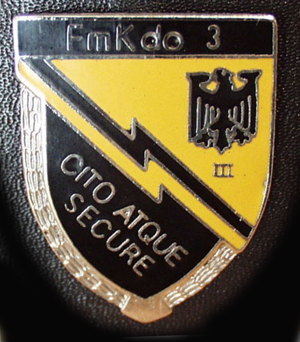
Internes Verbandsabzeichen des Stabes/Stabskompanie

Das Fernmeldekommando führte aufgrund seiner Ausplanung als Teil der unselbständigen Korpstruppen kein eigenes Verbandsabzeichen. Die Soldaten trugen daher das Verbandsabzeichen des übergeordneten Korps.
Als „Abzeichen“ wurde daher unpräzise manchmal das interne Verbandsabzeichen des Stabes und der Stabskompanie „pars pro toto“ für das gesamte Fernmeldekommando genutzt. Es zeigte im Wesentlichen als Hinweis auf die Truppengattung den Blitz, der ähnlich im Barettabzeichen der Fernmeldetruppe enthalten ist. Gelb ist die Waffenfarbe der Truppe. Der Bundesadler ist das deutsche Wappentier und so ähnlich im Verbandsabzeichen des III. Korps dargestellt. Der lateinische Wahlspruch „Cito Atque Secure“. bedeutet „Schnell und sicher“.